# Большое Савино (Пермский край)
Большое Савино — деревня в составе Савинского сельского поселения Пермского района Пермского края, находящаяся около аэропорта Большое Савино.
Известна с 1647 года как деревня Савина. В ней тогда жил Савка (Савва) Баландин.

## Население
| 1869 | 2010 |
| ---- | ---- |
| 384  | ↗675 |

## Улицы, тракты, переулки

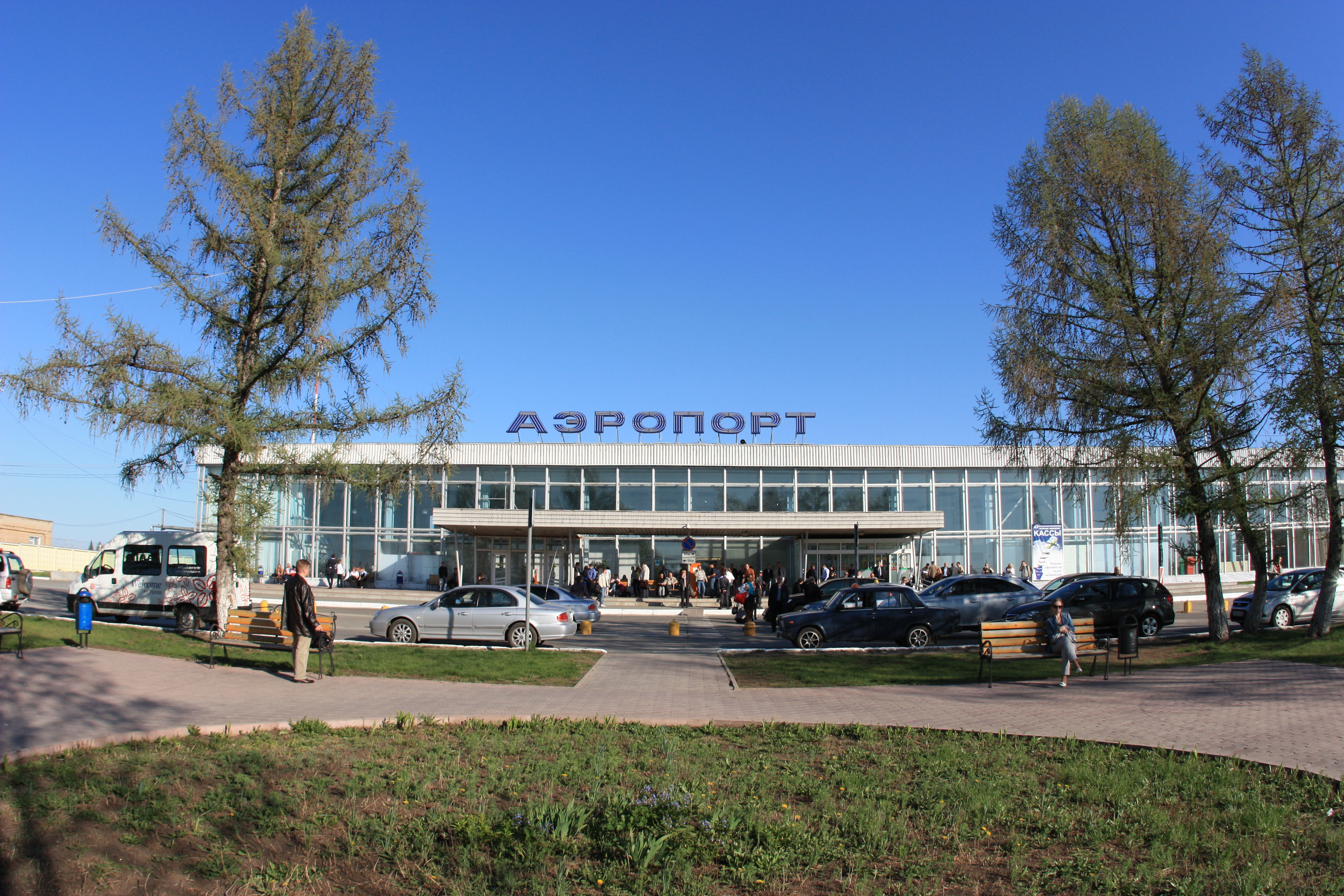
Аэропорт «Большое Савино»

- Засолочная улица
- Казанский тракт
- Школьная улица
- Гляденовский переулок
- Магазинный переулок
- Парниковая улица
- Аэродромная улица
- Малая улица
- Уральская улица
- Садовая улица
- Новая улица